# Лобко Михайло Сергійович
Миха́йло Сергі́йович Лобко́ Кам'янське, Дніпропетровська область — 24 липня 2001  Дніпродзержинськ (нині Кам' янське) ) — бандурист, заслужений артист України.

## Біографія
Грати на бандурі вчився у свого батька, далі удосконалював у П. О. Сінячевського. Після закінчення Музробітфаку при металургійному заводі Дніпропетровська керує капелею бандуристів палацу культури заводу ім. Джержинского (1956–1957). З 1962 викладач гру на бандурі у ДМШ. Автор публікації на кобзарську тематику.
Виховна робота в самодіяльному колективі (1954). Дорогу бандурі (1963). Збірник пісень кобзарів (1964).
Серед учнів В. Лапшин, Ю. Демчук, М. Трохимовський, В. Калінін, Н. Каневська та ін.